# Xysticus gortanii
Xysticus gortanii är en spindelart som beskrevs av Lodovico di Caporiacco 1922. Xysticus gortanii ingår i släktet Xysticus och familjen krabbspindlar.
Artens utbredningsområde är Italien. Inga underarter finns listade i Catalogue of Life.